# Adriana Vilagoš
Adriana Vilagoš (ur. 2 stycznia 2004 we Vrbasie) – serbska lekkoatletka specjalizująca się w rzucie oszczepem.
W sezonie 2021 została wicemistrzynią Europy do lat 20 oraz mistrzynią świata w tej kategorii wiekowej. Rok później ponownie triumfowała na mistrzostwach świata juniorów. Mistrzyni igrzysk śródziemnomorskich oraz srebrna medalistka mistrzostw Europy w Monachium (2022) i Rzymie (2024).
Złota medalistka mistrzostw Serbii i mistrzostw krajów bałkańskich, reprezentantka kraju w pucharze Europy w rzutach, drużynowych mistrzostwach Europy i w meczach międzypaństwowych.
Rekord życiowy: 67,22 (26 kwietnia 2025, Split) rekord Serbii; oszczep o wadze 500 gramów – 70,10 (14 sierpnia 2021, Kraljevo), najlepszy wynik w historii w kat. U18.

## Osiągnięcia
| Rok  | Impreza                                  | Miejsce    | Pozycja           | Wynik |
| ---- | ---------------------------------------- | ---------- | ----------------- | ----- |
| 2021 | Puchar Europy w rzutach                  | Split      | 1. miejsce (U-23) | 60,22 |
| 2021 | Mistrzostwa Europy juniorów              | Tallinn    | 2. miejsce        | 60,44 |
| 2021 | Mistrzostwa świata juniorów              | Nairobi    | 1. miejsce        | 61,46 |
| 2022 | Puchar Europy w rzutach                  | Leiria     | 1. miejsce (U-23) | 60,72 |
| 2022 | Igrzyska śródziemnomorskie               | Oran       | 1. miejsce        | 60,22 |
| 2022 | Mistrzostwa świata juniorów              | Cali       | 1. miejsce        | 63,52 |
| 2022 | Mistrzostwa Europy                       | Monachium  | 2. miejsce        | 62,01 |
| 2023 | Puchar Europy w rzutach                  | Leiria     | 3. miejsce        | 59,83 |
| 2023 | II dywizja drużynowych mistrzostw Europy | Chorzów    | 4. miejsce        | 58,93 |
| 2023 | Mistrzostwa Europy juniorów              | Jerozolima | 1. miejsce        | 58,38 |
| 2023 | Mistrzostwa świata                       | Budapeszt  | el. – 16. miejsce | 58,65 |
| 2024 | Puchar Europy w rzutach                  | Leiria     | 1. miejsce        | 61,17 |
| 2024 | Mistrzostwa Europy                       | Rzym       | 2. miejsce        | 64,62 |
| 2024 | Igrzyska olimpijskie                     | Paryż      | el. – 13. miejsce | 60,49 |
| 2025 | Puchar Europy w rzutach                  | Nikozja    | 1. miejsce        | 66,88 |
| 2025 | II dywizja drużynowych mistrzostw Europy | Maribor    | 3. miejsce        | 62,75 |
| 2025 | Młodzieżowe mistrzostwa Europy           | Bergen     | 1. miejsce        | 62,41 |